# Filmstudio
Il Filmstudio, originariamente denominato Filmstudio 70, è un'associazione culturale romana nata nel 1967, che ha come obiettivo la "promozione e diffusione del cinema di qualità". È considerato "il primo club di cinema italiano".

## Storia
Fondata da Americo Sbardella, Annabella Miscuglio e Paolo Castaldini, si uniscono poi al gruppo Enzo Ungari, Fiorella Giovannelli, Adriano Aprà, Armando Leone e Delia Peres. L'associazione svolge l'attività nella sala in via degli Orti d'Alibert, nel rione Trastevere a Roma, fino al 1985. 
In quegli anni, il Filmstudio diviene un punto di riferimento per la presentazione e la fruizione del cinema d'autore e sperimentale, presentando anteprime e retrospettive dedicate a cineasti come Jean-Luc Godard, Alberto Grifi, Nanni Moretti, Wim Wenders, Werner Herzog, Rainer Werner Fassbinder.
Il Filmstudio inventò un nuovo modello di cultura cinematografica: un centro di ricerca e di elaborazione culturale dove sperimentare nuove proposte artistiche e critiche e approfondire i rapporti del cinema con le altre arti e gli altri media.
Sin dall'inizio, infatti, non si limitò alle proiezioni cinematografiche ma promosse manifestazioni multimediali, mostre fotografiche e di manifesti (per esempio, già alla fine del giugno '68 fu realizzata una mostra, la prima in Italia, che raccoglieva gran parte dei manifesti serigrafati del maggio parigino; contemporaneamente furono presentati "Le jolimois du Mai" e altri film prodotti dal collettivo "États Généraux du Cinéma" di cui facevano parte diversi famosi autori della Nouvelle Vague).
Il locale è stato uno spazio polivalente utilizzato per prove teatrali (il Living Theatre vi ha provato spesso) e trasformato in una sorta di studio cinematografico che veniva offerto gratuitamente per riprese in interni o per riunioni preparatorie non solo a cineasti indipendenti, ma anche a grandi autori (nel 1969, per esempio, a Jean Luc Godard per Vento dell'est, il suo unico lungometraggio italiano). Diversi, poi, furono gli incontri con i maestri Italiani della luce, Vittorio Storaro, per esempio, con l'intervento di grandi registi come Michelangelo Antonioni.
Ben curata è sempre stata la grafica delle locandine, dei manifesti, dei programmi e dei cataloghi ideati e curati da un collettivo di quattro giovani grafici - "I Fantastici Quattro" - di cui facevano parte Giovanni Lussu e Moimir Jezek cui si devono il logo del Filmstudio e molte delle più belle locandine. Anche Schifano, Baruchello e Nespolo hanno disegnato manifesti e programmi e di quest'ultimo artista visivo è la locandina della riapertura (settembre 2000).
Nel 1975, quando i locali furono ristrutturati per creare la seconda sala, l'associazione divenne l'unica "multisala" italiana, iniziando contemporaneamente un'altra attività: quella di scoprire e promuovere nuovi talenti del "giovane" cinema italiano. Nello stesso anno propone in anteprima Anna, il videofilm di Alberto Grifi e di Massimo Sarchielli e nel 1976 "scopre" un autore giovane ma promettente, Nanni Moretti, e crea un caso clamoroso con il suo primo lungometraggio in super8, Io sono un autarchico.
Sempre legato al "territorio", a Trastevere, il Filmstudio è stato uno dei punti d'incontro, di scambio e di promozione per i cineasti, italiani e stranieri, che realizzavano i loro film in maniera indipendente e volevano distribuirli in circuiti paralleli, in Italia ed all'estero e per questo, sin dalla sua nascita, ha collaborato sistematicamente con istituzioni culturali prestigiose quali la Cineteca Nazionale, il Festival di Venezia, il Goethe Institut di Roma, il Centre Culturel Français, il MOMA, etc., stringendo anche ottimi rapporti con Henri Langlois, il "mitico" fondatore della Cinémathèque Française.
Al Filmstudio sono stati presentati per la prima volta nel nostro Paese i cortometraggi e i lungometraggi di Wenders, Fassbinder, Herzog (e degli altri cineasti dei Nuovo Cinema Tedesco) e diversi film di Glauber Rocha, Solanas, Godard, Rohmer, Robert Kramer, Straub e Huillet.  L'associazione ha, inoltre, realizzato le più importanti retrospettive italiane di "New American Cinema", di "Cinema d'artista" italiano e americano, di cinema indipendente italiano, di cinema underground europeo. Vaste e strepitose, infine, le rassegne dedicate al cinema delle Avanguardie storiche (cinema espressionista, dadaista, surrealista e lettrista).
Dal 1983 l'associazione è inserita nell'elenco delle "Istituzioni culturali d'interesse nazionale" redatto dal Ministero per i Beni e le Attività Culturali.
Fino al 1985 le sue attività di promozione e diffusione del cinema di qualità (retrospettive dedicate a momenti, tendenze e autori della storia del cinema, personali di nuovi autori, festival di cinema sperimentale etc.) si sono svolte nella sede di Trastevere, in via degli Orti d'Alibert, che disponeva di due salette cinematografiche attigue con programmazione quotidiana, attrezzate per le proiezioni di qualsiasi passo, per le attività sperimentali multimediali, per gli incontri e i convegni.
La sede dell'associazione è stata, in quegli anni, un osservatorio cosmopolita, un laboratorio dove potevano essere sperimentate nuove proposte artistiche, critiche e culturali. Secondo un unanime riconoscimento il Filmstudio è stato a Roma il luogo privilegiato per la formazione di nuovi registi, studiosi, operatori culturali e, più in generale, per la formazione di un nuovo pubblico, più esigente e consapevole. Nel 1985 il Filmstudio venne sfrattato dalla sua sede di via degli Orti d'Alibert.
Dal 1986 al 1999, l'associazione continua l'attività in varie sale della città, fra cui il Palazzo delle Esposizioni, e collabora con l'Estate romana, realizzando manifestazioni a Ostia, all'Eur e alla Garbatella. 
Dal 2000 rientra negli spazi originari di Trastevere, dopo l'acquisto del locale da parte della Regione Lazio.
Negli anni seguenti sono state realizzate al Filmstudio centinaia di rassegne ed è stato dato uno spazio prioritario al cinema indipendente per la promozione di giovani autori e di film che non avevano collocazione nei circuiti principali.
Prima di sospendere l'attività, per la seconda volta nella sua storia, negli ultimi due anni sono stati proiettati 75 film indipendenti, 65 classici della storia del cinema molti dei quali in lingua originale e sono state organizzate 6 rassegne prive di sostegno dedicate al cinema libero e alle contaminazioni artistiche.
Nel 2014 è stata realizzata la prima proiezione in Italia con adattamento ambientale per i bambini nello spettro autistico con una rassegna che è andata poi avanti per 6 mesi in cui tante famiglie hanno potuto andare per la prima volta al cinema con i loro bambini.
Nel 2020 è stato raggiunto un nuovo accordo con la Regione Lazio per il riavvio del cinema e dal 2021 riprenderanno le proiezioni e le iniziative culturali nel segno della libertà d'espressione e dell'indipendenza artistica, con un occhio sempre speciale dedicato alle giovani generazioni.

## Testimonianze
Hanno frequentato il Filmstudio numerosi cineasti e tra questi: Carlo Verdone, Gianni Amelio, Gianni Amico, Michelangelo Antonioni, Dario Argento, Pupi Avati, Marco Bellocchio, Bernardo Bertolucci, Giuseppe Bertolucci, Liliana Cavani, Peter del Monte, Marco Ferreri, Jean-Luc Godard, Pierre Clementi, Franco Brusati, Gregory Markopoulos, Salvatore Piscicelli, Pier Paolo Pasolini, Roberto Rossellini, Jean Marie Straub, DanieleHuillet, Paolo e Vittorio Taviani, Luchino Visconti. E dei veri e propri numi tutelari del Filmstudio sono stati: Alberto Moravia, Aldo Moro, Roberto Rossellini, Eduardo De Filippo.
I Fratelli Taviani sono tra i primi a scoprirlo: “Via degli Orti d’Alibert questa strada ha sempre evocato qualcosa … poi siamo andati, una strada buia – o almeno lo era allora – e quando abbiamo cominciato a frequentarla abbiamo capito che lì stava nascendo qualcosa…” (Vittorio Taviani).
Pochi anni dopo Jean-Luc Godard doveva girare a Roma un film e Rai 3 – che era dietro a questo progetto - chiese di utilizzare il Filmstudio come luogo di riferimento. Il film aveva un budget di 80 milioni, ma Godard fece il suo lungometraggio (Vento dell’Est) con 40 milioni e i rimanenti li devolvé a vari movimenti rivoluzionari, tra i quali Lotta Continua. Al Filmstudio diede 3 milioni di lire per creare una distribuzione di cinema militante.
Così, il cineclub divenne ben presto un punto di riferimento della cultura romana, e non solo
(Adriano Aprà)
A testimoniare il fermento di questo luogo divenuto magico nel tempo, sono in tanti. In primis Carlo Verdone:
(Carlo Verdone)
Anche Bernardo Bertolucci non manca di ricordarne gli splendori: “Io al Filmstudio ci sono sempre andato a piedi … era un luogo dove si mostravano cose che non si potevano vedere in nessun altro posto a Roma. Era un miracolo, se ripenso poi alla situazione degradata, che viveva la città in quei tempi…”.
In questo luogo straordinario ha esordito anche uno dei più celebri protagonisti del nostro cinema, Nanni Moretti. Nel ’76, infatti, aveva pronto Io sono un autarchico, e pur frequentando vari cineclub, era nella sala grande del Filmstudio che voleva presentare il suo primo film. Gli chiesero se aveva abbastanza amici e parenti per riempire una sala, lui rispose che pensava di sì e, in realtà, il film fu un trionfo e venne programmato sempre con il tutto esaurito “Senza il Filmstudio non ci sarebbe stato il clamore che invece si è verificato…”.
Questo film, poi, rappresentò una fase di cesura importante per la storia del nostro cinema. Infatti, come sostiene Aprà: “Mentre a me sembrava che un film come Anna di Alberto Grifi fosse il film di avanguardia, la sintesi di un’opera di apertura verso il futuro…"Io sono un autarchico" per me era un buon film ma non diceva nulla di nuovo… e mi sbagliavo di grosso. Anna, in realtà, chiudeva un’epoca e Nanni Moretti ne apriva un’altra che non era la nostra!”.
Non solo, anche l’anteprima nazionale di Nel corso del tempo di Wim Wenders, venne presentata proprio al Filmstudio. “Facemmo uscire in prima nazionale Nel corso del tempo di Wim Wenders e ci fu un afflusso di pubblico incredibile, lo dovemmo proiettare in tutte e due le sale – una non bastava viste le richieste – per un bel po’ di tempo”. Un’esperienza unica anche per lo stesso autore – “Ero molto giovane. Avere l’occasione di mostrare il mio film per la prima volta a Roma e in uno di quei posti mitici dove capivi che tutta la storia del cinema era lì o era passata di lì, mi sembrava di sognare. Ero così onorato che mi avessero dato quell’occasione. Era notte, non parlavo una parola di italiano e c’erano grandi registi e grandi artisti in sala. Mi sembrava di stare in paradiso”.
Anche grandi intellettuali come Alberto Moravia, Pier Paolo Pasolini, Roberto Rossellini, Dacia Maraini erano soliti frequentare il Filmstudio. Pasolini e Rossellini ci tennero anche le loro lezioni di cinema quando, nel 1968, il Centro Sperimentale di Cinematografia fu chiuso. E quando arrivò la prima lettera di sfratto, Moravia prese subito le difese del Filmstudio affermando: “Se questo posto dovesse chiudere dovrò trasferirmi a Parigi, non vi sono alternative”.
Il Filmstudio era stato denunciato come cinema che proiettava film porno, anche se, in realtà, si trattava della serie di film Erotika del New Cinema Underground. Nel 1985, la lettera di sfratto divenne esecutiva e il Filmstudio fu costretto a portare avanti la sua attività in sedi itineranti, appoggiandosi sempre ad altri spazi.
Il 25 settembre del 2000 il Filmstudio, invece, riuscì finalmente a recuperare la sua sede storica e la reinaugurò con una rassegna dedicata a Cinema e Spiritualità, nell’anno del Giubileo.
(Nanni Moretti)

## Rassegne storiche
- 2 ottobre 1967 - Rassegna di apertura del Filmstudio: Cinema sperimentale canadese - i film di Norman Mc Laren.
- 1968 - Fluxus fims. In programma film di Andy Warhol e Yoko Ono.
- 1968 - L'Avanguardia cinematografica (in collaborazione a Henri Langlois fondatore della Cinematheque). In rassegna 40 autori dal 1875 al 1952, tra cui Jean Renoir, Luis Bunuel, Man Ray, Dizga Vertov, David Wark Griffith, Jean Vigo, Fritz Lang.
- 1968/1969 - The nude restaurant di Andy Warhol.
- 1969 - Cinema underground americano. In programma diversi autori del New American Cinema tra cui Kenneth Anger e Stan Brakhage.
- 1970 - Rassegna di inediti del nuovo cinema francese selezionati per la Semaine de la critique al festival di Cannes. La rassegna comprende i primi quattro film di Philippe Garrel.
- 1972 - Festival di Andy Warhol. In programma le prime italiane di Couch, My Hustler, Bike Boy, Lonesome Cowboys, Trash.
- 1973 - Underground festival, L'Avanguardia ieri e oggi, Eros + massacro (nuovo cinema giapponese), Omaggio al Living Theatre, Cinema e omosessualità.
- 1975 - Horrorscope (in programma 11 film horror dal 1932 al 1972). Tra i titoli, alcuni capolavori di Ernest Beaumont Schoedsack: King Kong, Dr.Cyclops, Il re dell'Africa.
- 1976 - Kinomata - La donna con la macchina da presa. La rassegna rappresenta la prima grande manifestazione italiana dedicata al cinema delle donne, curata da Annabella Miscuglio e Roy Daopoulo.
- 1977 - Rassegna Cinema e desiderio. Comprende molti materiali del Festival de La Rochelle, sezione Images de la déviance, tra cui Erotika omosessuale, Il travestitismo parigino, La pederastia e Il cinema misogino.
- 1978 - Il cinema di Pupi Avati. Tra i titoli in programma: Balsamus, l'uomo di satana, Thomas e gli indemoniati, La mazurka del barone, della santa e del fico fiorone, Bordella, La casa dalle finestre che ridono, Tutti defunti...tranne i morti.
- 1978 - Rassegna Erotika californiana.
- 1979 - Il nuovo cinema inglese - produzione BFI 1953/1977. La rassegna comprende cinque sezioni: Free cinema, Underground, 10 film d'animazione, la distruzione del cinema narrativo, Il cinema delle donne.
- 1980 - Grand Magic Video. La prima rassegna di musica pop-rock con sistema video-beam su grande schermo e suono Hifi. In programma concerti di Bob Marley, Patti Smith, Dire Straits, Elvis Presley, Bob Dylan, Rolling Stones, Beatles, Neil Young.
- 1981 - Il cinema di Pier Paolo Pasolini. Una vasta rassegna con le regie, i soggetti, le sceneggiature, le collaborazioni e le interpretazioni di Pasolini. Tra i film in programma: Accattone, Mamma Roma e Il vangelo secondo Matteo.
- 1981 - Punk e Rastafari. La prima rassegna di filmati sui movimenti Punk e Rastafari.
- 1981 - Il giovane cinema italiano. Rassegna dedicata alla scoperta dei giovani talenti del cinema italiano. Tra gli autori presenti: Nanni Moretti, Tony De Bonis, A. e M. Alampi, F. Calvino, F. Campanozzi, Claudio Fragasso, O. Gerard, G. Vinciguerra.
- 1983 - Cinema e psicanalisi.
- 1983 - Cinema e Musica. Una rassegna dedicata ai classici del cinema musicale, dal grande musical americano ai filmopera fino alle colonne sonore e ai documentari tematici. Tra gli autori presenti in programma: Vincent Minnelli, Gene Kelly, Joseph Losey, Ingmar Bergman, Stanley Kubrick, Norman Jewison, Bob Fosse, Gianni Amico.
- 1984 - Il tempo della visione - Cinema Underground americano dalle origini agli anni settanta. Tra gli autori in programma: Maya Deren, Kenneth Anger, Stan Brakhage, Chick Strand, Stan Vanderbeek, Bruce Baillie, Andy Warhol, Michael Snow, Paul Sharits, Peter Kubelka, George Landow, Robert Breer, Jonas Mekas,
- 1984 - Precursori, geni, maestri e mattatori del cinema comico. Rassegna dedicata al cinema comico mondiale. Tra gli autori in programma: Buster Keaton, Charlie Chaplin, Harold Lloyd.
- 1985 - Carmen Stories. La travolgente e dionisiaca passionalità dell'eroina di Mérimée-Bizet fatta rivivere al cinema da autori del muto del sonoro (Chaplin, Reiniger, King Vidor, Preminger, Carlos Saura, Francesco Rosi, Godard).
- 1985 - Shakespeare al cinema. Tra i film in programma: Re Lear (Peter Brook, 1971), Riccardo III (Laurence Olivier, 1955), Romeo e Giulietta (Franco Zeffirelli, 1968), Sogno di una notte di mezza estate (Max Reinhardt, 1935), Falstaff (Orson Welles, 1965), Otello (Orson Welles, 1952).
- 1985 - Luce-Italnoleggio, l'intervento pubblico nel cinema italiano. Una selezione di opere di grandi autori distribuite dall'Italnoleggio e di film di giovani cineasti coprodotti dall'Istituto Luce.
- 1986 - Roma nel cinema.
- 1988 - Scrittori-Registi del cinema italiano.
- 1989 - Tragedie di strada. Il realismo astratto del cinema tedesco degli anni '20 -'30.
- 1991 - Il cinema d'artista in Italia.
- 1992 - New American Cinema.
- 1994 - Il cinema di Bernardo Bertolucci. Incontro con l'autore, mostra fotografica, e presentazione di tutti i suoi lungometraggi, corti, e documentari.
- 2021 - Il Filmstudio e il movimento del cinema sperimentale italiano, a cura di Armando Leone, Delia Peres e Renato Scatà
- 2022 - Viaggio nella coscienza, il cinema di Werner Herzog. A cura di S.Pierpaoli, Renato Scatà.
- 2022 - Visioni lituane, a cura di S.Pierpaoli, Renato Scatà, in collaborazione con Ambasciata della Repubblica di Lituania, Lituanian Film Center.